# 渡辺瑠海
渡辺 瑠海（わたなべ るみ、1997年4月22日 - ）は、テレビ朝日のアナウンサー。

## 略歴
新潟県小千谷市出身。新潟県立小千谷高等学校、成蹊大学法学部政治学科卒業。
2020年4月1日にテレビ朝日入社。

## 人物
- 名前の由来は「瑠璃色の海」[4]。

### 趣味・特技
- 趣味はサッカー観戦、韓流ドラマを見ること、散歩[1]。
- 特技はドラム演奏[1]。

### 学生時代
- 中学時代は吹奏楽部、高校時代はサッカー部のマネージャーを務め、大学時代は国際交流サークルとテニスサークルに所属していた[5]。
- 大学時代は花屋、アパレル店員、飲食店のホールスタッフ、東京タワーのアテンダント、アイスクリーム屋など様々なアルバイト経験がある[6][5]。
- 大学在学中に『ミス成蹊コンテスト2016』に出場し、準グランプリに選出された[2]。更に『Miss of Miss Campus Queen Contest』にエントリーした[5]。これをきっかけにセント・フォースの関連会社であるスプラウトに所属していた[5]。

## 出演
太字は出演中

### テレビ
報道・特別番組
| 期間                          | 期間                          | 番組名                             | 役職                                 |
| ----------------------------- | ----------------------------- | ---------------------------------- | ------------------------------------ |
| 2020年4月14日                 | 2021年9月29日                 | ABEMA NEWS・ABEMA Prime（AbemaTV） | 隔週水・金曜日コーナー・取材担当     |
| 2020年10月                    | 2021年9月30日                 | 大下容子ワイド!スクランブル        | 『フラッシュNews』月・火・木曜日担当 |
| 2021年10月                    | 2023年3月                     | 報道ステーション                   | 月 - 木曜日キャスター                |
| 2023年4月                     | 2024年9月                     | 報道ステーション                   | フィールドリポーター                 |
| 2021年10月31日・2022年7月10日 | 2021年10月31日・2022年7月10日 | 選挙ステーション                   | 開票キャスター                       |
| 2023年4月9日                  | 2024年9月29日                 | サンデーステーション               | メインキャスター                     |
| 2024年1月13日                 | 2025年7月26日（不定期）       | タモリステーション                 | アシスタント                         |

バラエティ番組
- あの人が「いいね」した一般人（2020年4月 - 9月[29]）- ナレーション[30]
- いいねの森（2020年10月 - 2021年3月[31]）- ナレーション[6]
- くりぃむクイズ ミラクル9（2020年10月28日[32] - 2021年10月6日[33]）- 進行アシスタント
- 夢対決2021とんねるずのスポーツ王は俺だ!!5時間スペシャル（2021年1月2日）[34]
- ロンドンハーツ 新春3時間SP 豪華38名! 男芸人スポーツテスト&奇跡の一枚（2021年1月5日）[35]
- ガリベンチャーV（2024年10月2日 - ）- 秘書[36]

### テレビ朝日入社前の出演番組
- gee up sprout（不定期出演、2017年7月1日 - 2018年11月17日[37][注 3]、FMサルース）- パーソナリティー